# Scandale du Whitewater
Pour les articles homonymes, voir Whitewater.
Le scandale du Whitewater (également connu sous les dénominations de la « Controverse du Whitewater », le « Whitewatergate » ou plus souvent et plus simplement le « Whitewater ») est une affaire de politique intérieure américaine qui a débuté à partir d'investissements dans l'immobilier de Bill et Hillary Clinton et deux de leurs associés, Jim et Susan Mac Dougal, dans la Whitewater Development Corporation, une entreprise commerciale qui a fait  faillite dans les années 1970 et 1980.
Un article du New York Times publié durant la campagne présidentielle de 1992 a révélé que Bill Clinton et son épouse, Hillary, avaient investi et perdu de l'argent dans le projet de développement Whitewater.
David Hale, la source des allégations criminelles contre le président Bill Clinton dans l'affaire Whitewater, a affirmé au mois de novembre 1993 que Bill Clinton, alors gouverneur de l'Arkansas, avait fait pression sur lui afin qu'il accorde un prêt illicite de 300 000 dollars à Susan McDougal, associée des Clinton dans l'affaire Whitewater. Les défenseurs de Clinton considérèrent les allégations de David Hale comme douteuses, puisque Hale n'avait pas mentionné Clinton en référence à cet emprunt au cours de l'enquête initiale du FBI sur la Madison Guaranty en 1989. Hale a également évoqué une histoire de création de sociétés fictives, puis le pillage de leurs fonds fédéraux, tels que les prêts SBA, afin de leur permettre d'échouer. Ce n'est qu'à partir du moment où il a été mis en accusation pour ce fait, en 1993, que Hale commença à porter des accusations contre le couple présidentiel Clinton.
Une enquête de la U.S. Securities and Exchange Commission a abouti à des condamnations contre les Mac Dougal pour leur rôle dans le projet Whitewater, mais le couple Clinton n'a jamais été poursuivi, alors que trois enquêtes distinctes n'ont pu trouver de preuves suffisantes les reliant à la conduite criminelle d'autres individus liés à la transaction foncière. Jim Guy Tucker, le successeur de Bill Clinton comme gouverneur de l'Arkansas, a également été reconnu coupable et a fait de la prison pour son rôle dans la fraude. Susan Mac Dougal fut condamnée, plus tard, à une peine de 18 mois de prison pour outrage au tribunal dans l'affaire Susan MacDougal versus Grand Jury de Whitewater, ainsi qu'outrage au tribunal civil, pour avoir refusé de répondre à des questions relatives au programme Whitewater, mais a ensuite été graciée par le président Clinton juste avant que ce dernier ne quitte ses fonctions.
L'expression « Whitewater » est aussi parfois utilisée pour inclure d'autres affaires survenues lors de l'administration Clinton, tels le Travelgate, le Filegate, ainsi que les circonstances entourant la mort de Vince Foster. Ces affaires ont fait l'objet d'enquêtes du procureur indépendant Kenneth Starr.

## Histoire

### Origines de la Whitewater Development Corporation
Bill Clinton a connu, dans l'Arkansas, des personnalités politiques et des hommes d'affaires  tels Jim Mac Dougal dès 1968, avec lequel il avait fait un petit investissement immobilier en 1977. Au printemps 1978, Bill Clinton et Hillary Rodham Clinton étaient à la recherche de moyens financiers supplémentaires afin de compléter leurs revenus respectifs, 26 500 $ pour Bill au poste de Procureur Général de l'Arkansas (qui pourraient passer à 35 000 $ si sa campagne pour être gouverneur de l'Arkansas était une réussite), 24 500 $ pour Hillary en tant qu'associée du cabinet juridique Rose Law Firm. C'est à cette époque également qu'a débutée la controverse Hillary Rodham au sujet du commerce de bétail par contrats à terme.
Au printemps 1978, Jim Mac Dougal s'est rapproché de Bill et Hilary Clinton avec une nouvelle proposition : se joindre à lui et sa femme, Susan, pour acheter 93 hectares (230 acres) de terrains non aménagés le long de la rive sud de la White River près de Flippin, Arkansas, dans les Monts Ozark (Ozark Mountains). Le but était de subdiviser le site en lots pour maisons de vacances, destinés à la clientèle potentiellement nombreuse des habitants du sud de Chicago et de Détroit qui serait intéressée par les impôts fonciers peu élevés, la pêche, le rafting et les paysages de montagne. Le plan était de conserver la propriété pendant quelques années et de vendre ensuite les lots avec un bénéfice.
Les quatre associés ont emprunté 203 000 $ pour acheter la terre et la propriété a été ensuite transférée à la Whitewater Development Corporation, société nouvellement créée, dans laquelle les quatre participants avaient des parts égales; Susan Mac Dougal a choisi le nom de « Whitewater Estates » ; leur argument de vente était, « Un week-end ici et vous ne voudrez plus jamais vivre ailleurs autrement ». L'entreprise a été constituée le 18 juin 1979.

### Échec de la «Whitewater Development Corporation»
Cette période de l'économie américaine a correspondu à des taux d'intérêt élevés en général et au moment où les lots ont été levés et ainsi disponibles à la vente à la fin de 1979, les taux d'intérêt étaient à près de 20 pour cent. Les acheteurs potentiels ne pouvaient plus se permettre d'acheter des maisons de vacances. Plutôt qu'essuyer une perte dans l'entreprise, les quatre associés ont décidé de poursuivre leur projet, faisant construire une maison témoin dans l'attente de meilleures conditions économiques.

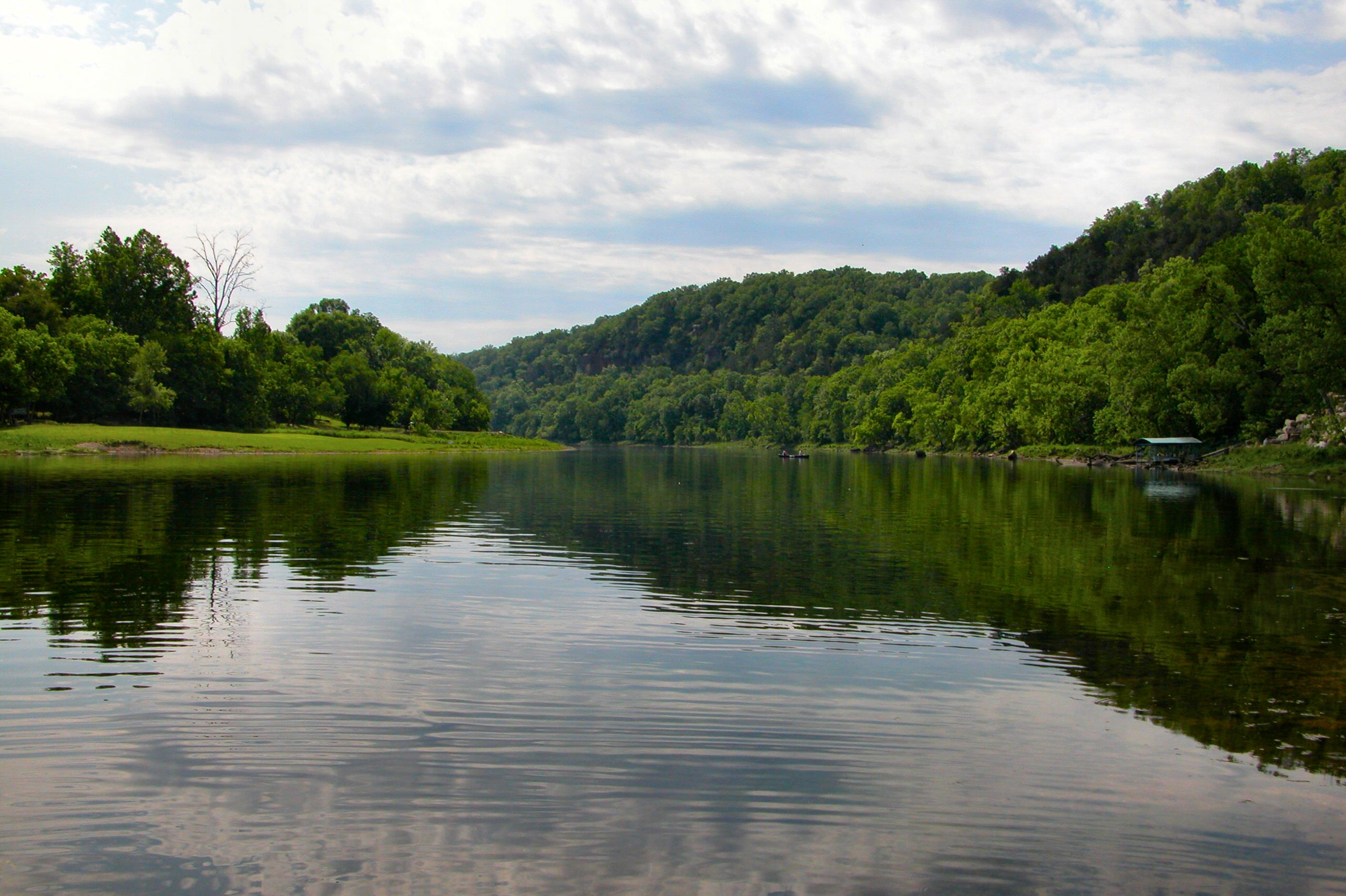
La White River, près de Flippin, Arkansas et le site prévu pour les maisons de vacances de la Whitewater Development Corporation.

Durant les années suivantes, Jim Mac Dougal a demandé à Clinton des chèques pour des paiements d'intérêts divers du prêt ou d'autres dépenses; les Clinton, se croyant des associés passifs dans l'entreprise, déclarèrent plus tard qu'ils n'avaient aucune connaissance de l'utilisation de ces contributions,. Parallèlement, Jim Mac Dougal avait perdu son travail comme aide économique du gouverneur quand Bill Clinton a échoué à gagner sa réélection en 1980. Mac Dougal a décidé au lieu de cela d'entrer dans le secteur bancaire, et a ensuite acquis la « Bank of Kingston » en 1980 puis « Woodruff Savings & Loan » en 1982 les renommant respectivement la « Madison Bank & Trust » et la « Madison Guaranty Savings & Loan ».
Au printemps 1985, Mac Dougal a obligé un collecteur de fonds du bureau de la « Madison Bank & Trust » de Little Rock à régler 50 000 $ restant de la dette de campagne de Clinton à l'élection de gouverneur de 1984, Mac Dougal a levé 35 000 $ et les chèques du caissier de la Madison Bank ont représenté 12 000 $,.
En 1985, Jim Mac Dougal place ses vues d'investissement dans la construction résidentielle locale, dans un projet nommé « Castle Grande ». 405 hectares (1 000 acres), situés au sud Little Rock, Arkansas, qui étaient évalués à environ 1,75 million de $, plus que Mac Dougal pouvait se permettre d'investir tout seul : en raison des lois de finances, Mac Dougal pouvait emprunter au plus 600 000 $ de ses propres économies et prêts de la Madison Garanty. Mac Dougal est intervenu auprès de plusieurs autres personnes pour obtenir les fonds supplémentaires. Parmi ceux-ci se trouvait, Seth Ward, un salarié de la banque, qui a contribué à obtenir les 1,15 million de $ nécessaires à l'opération. Pour éviter des enquêtes potentielles, l'argent a été déplacé dans les deux sens entre plusieurs autres investisseurs et des intermédiaires. Hillary Clinton, puis un avocat du cabinet juridique  Cabinet juridique Rose Law Firm ont pourvu aux services juridiques de « Castle Grande ».
En 1986, leur projet a été mis au jour par les autorités réglementaires fédérales qui ont réalisé que tous les fonds nécessaires à cette opération immobilière provenaient entièrement de la « Madison Guaranty »; la  régulation de « Castle Grande » était une imposture. En juillet de cette année, Mac Dougals démissionne de « Madison Guaranty ». Seth Ward a fait l'objet d'une enquête, ainsi que l'avocat qui l'avait aidé à rédiger la convention.
« Castle Grande » a fait gagner 2 millions de dollars en commissions et honoraires pour les associés d'affaires Mac Dougal, ainsi qu'un montant inconnu, concernant les honoraires du cabinet d'avocats d'Hillary Clinton, mais en 1989, il s'est effondré, à un coût pour le gouvernement de 4 millions de dollars qui a, à son tour contribué à déclencher l'effondrement de la Madison Guaranty 1989, et que les régulateurs fédéraux devaient alors prendre le relai. Prenant place dans le milieu national de l'épargne « Savings and Loan crisis », l'échec de la Madison Garanty coûta 73 millions de dollars aux États-Unis.
Les Clinton ont perdu entre 37 000 $ et 69 000 $ de leurs investissements « Whitewater », une somme moindre que celle perdue par les Mac Dougal, pour des raisons peu claires dans les reportages des médias. La Maison-Blanche et les partisans du président ont prétendu qu'ils étaient exonérés par le « Pillsbury Rapport », une étude de 3 millions de dollars réalisée pour la « Resolution Trust Corporation », étude réalisée par le cabinet d'avocats « Pillsbury, Madison & Sutro » à l'époque où la « Madison Guaranty Savings & Loan » a été dissoute. Dans ce rapport, il a été démontré que James Mac Dougal, qui avait mis en place l'opération, a été l'associé dirigeant, et Clinton a été un investisseur passif dans l'entreprise. Charles Patterson, le principal avocat de « Pillsbury, Madison & Sutro » sur l'enquête, a réfuté la réclamation de la Maison-Blanche, indiquant que « Ce n'était pas notre but de faire valoir, fustiger, disculper ». Les critiques du président ont cité l'inégalité des apports de capitaux entre les Clinton et les Mac Dougals comme une preuve que Bill Clinton, gouverneur à l'époque, avait dû contribuer d'une autre façon à l'entreprise.

### Première candidature de Clinton à la présidence
Pendant la première candidature de Bill Clinton à la présidence en 1992, des journalistes du New York Times l'ont interrogé sur l'échec de la « Whitewater Development Corporation », que Bill Clinton et Jim Mac Dougal avaient initialement acheté en 1978. L'article du journaliste Jeff Gerth parut ultérieurement dans le New York Times, le 8 mars 1992.

### Déplacement de documents
Quelques heures après la mort de Vince Foster en juillet 1993, le chef de cabinet de la Maison-Blanche, Bernard Nussbaum, enleva des documents, certains d'entre eux concernant la « Whitewater Development Corporation », du bureau de Foster et les remit à Margaret Williams, la chef de cabinet de la Première Dame. Selon le New York Times, Williams les a placés dans un coffre-fort dans la Maison-Blanche pendant cinq jours avant de les remettre à l'avocat personnel du couple Clinton.

### Déclarations du couple présidentiel
À la suite de la parution de l'article du New York Times, le département de la Justice a ouvert une enquête sur l'échec de « l'affaire Whitewater ». La pression médiatique a continué de monter aussi, le 22 avril 1994, Hillary Clinton a donné une conférence de presse exceptionnelle dans la Salle à manger de la Maison-Blanche sous un portrait d'Abraham Lincoln, afin d'aborder les questions tant sur « l'affaire Whitewater » que sur les contrats à terme; cette conférence a été diffusée, en direct, sur les principaux réseaux tels CBS, NBC, ABC et CNN. Lors de cette conférence de presse, Hilary Clinton a affirmé que leur couple dans l'entreprise du Whitewater, n'avait commis aucun délit, mais elle a admis que, du fait que, ses explications étaient suffisamment vagues, qu'elle ne s'opposerait pas à la nomination d'un Procureur Indépendant pour enquêter sur cette affaire. À l'issue de cette prestation télévisée, Hilary Clinton reçut, d'ailleurs, l'éloge des médias pour la façon dont elle s'était comportée, durant sa première conférence avec des questions critiques; Le magazine Time l'a qualifiée « ... d'ouverte, franche, mais par-dessus tout imperturbable, le message de la vérité étant son attitude et son équilibre. Le ton confiant et le langage corporel détendu ... ont immédiatement obtenu l'approbation des revues ». À compter de ce jour, il y eut une répercussion sur l'attitude des Démocrates et celle d'autres personnalités politiques de gauche contre les enquêtes médiatiques sur « l'affaire Whitewater », le New York Times entrant particulièrement dans une critique du Harper's Magazine de Gene Lyon, estimant notamment que ses journalistes exagéraient la signification de ce qu'ils découvraient et qu'ils relataient des inexactitudes.
À la demande de Clinton, le Procureur Général Janet Reno a nommé en 1994 le Procureur Indépendant, Robert B. Fiske, pour enquêter sur la légalité des transactions de « l'affaire Whitewater ». Deux conclusions ont émergé de cette enquête : 1) que Clinton avait exercé une pression sur un homme d'affaires de l'Arkansas, David Hale, afin d'accorder un prêt qui lui profiterait ainsi qu'aux propriétaires de la « Madison Garanty »; 2) qu'une banque de l'Arkansas avait dissimulé des transactions concernant la campagne de Clinton pour le poste de gouverneur en 1990. En mai 1994, le Procureur Indépendant Robert Fiske a demandé au couple présidentiel de fournir, dans un délai de 30 jours, au Jury d'Accusation, tous les documents relatifs à la  « Madison Garanty ». Bill et Hilary Clinton les ont déclarés comme perdus. Près de deux ans plus tard, les bordereaux de facturation précités du cabinet juridique Rose Law Firm dans lequel Hillary Clinton avait travaillé, ont été découverts, dans les appartements privés du couple Clinton à la Maison-Blanche, par un enquêteur en janvier 1996.
Le couple Clinton a revendiqué avoir été blanchi de toutes les accusations dans deux des rapports réalisés par le cabinet juridique « Pillsbury Madison et Sutro » de San Francisco, Californie et le cabinet « Resolution Trust Corporation », qui surveillait la liquidation de la « Madison Guaranty ». Charles Patterson, l'avocat principal du cabinet Pillsbury Madison, réfuta et déclara que « ce n'était pas notre dessein de vaincre, châtier ou disculper ».

### Enquête de Kenneth Starr
En août 1994, Kenneth Starr a été nommé par une division de trois juges afin de poursuivre l'enquête Whitewater, en remplacement de Robert B. Fiske, qui avait été nommé spécialement par le Procureur Général avant la refonte de la loi de 1994 procurant plus de pouvoirs aux Procureurs Indépendants. Starr remplaçait Robert B. Fiske, un républicain modéré, ce dernier ayant été choisi et nommé par Janet Reno, le Procureur Général de Clinton, créant un conflit d'intérêts apparent.
David Hale, le témoin clé de Kenneth Starr contre le Président Clinton dans l'« enquête Whitewater », déclara que Clinton, alors qu'il était encore gouverneur de l'Arkansas, avait fait pression sur lui en novembre 1993, afin qu'il accorde un prêt illégal de 300 000 $ à Susan Mac Dougal, son associée dans l'« Affaire Whitewater ».
La stratégie de défense d'Hale, proposée par son avocat Randy Coleman, devait le présenter comme la victime des politiciens très puissants qui l'ont forcé à donner tout l'argent. Cette auto-caricature fut sapée par un témoignage de novembre 1989, où des agents de FBI enquêtant sur l'échec de la « Madison Guaranty », avaient mis en doute les transactions de Hale avec Jim et Susan Mac Dougal, comprenant entre autres le prêt de 300 000 $. Selon le rapport officiel de cet interrogatoire par les agents du FBI, Hale décrit dans le détail ses transactions avec Jim Guy Tucker, alors avocat dans un cabinet privé, et plus tard le successeur de Bill Clinton au poste de Gouverneur de l'Arkansas, ainsi qu'avec le couple Mac Dougal et plusieurs autres personnes, mais le nom du Gouverneur Bill Clinton n'est jamais mentionné. Le nom de Clinton ne fut pas abordé non plus quand David Hale témoigna au procès de Mac Dougal, qui aboutit à un acquittement.
Clinton nia avoir fait subir des pressions sur Hale afin que ce dernier attribue un prêt à Susan Mac Dougal. À ce moment-là, Hale avait déjà plaidé coupable pour deux crimes et avait obtenu une réduction de peine auprès des procureurs en contrepartie de son témoignage contre Clinton. Les charges étaient fondées sur le fait que des partisans de Clinton auraient effectué de nombreux paiements en comptant à Hale en tant que représentants du prétendu Arkansas Project, une campagne de 2,4 millions de $ aurait été financée pour aider la stratégie de défense d'Hale et pour enquêter sur Bill Clinton et ses associés entre 1993 et 1997. Ces charges furent, par la suite, le sujet d'une enquête séparée confiée à l'ancien enquêteur du département de la Justice, Michael E. Shaheen Junior. Shaheen a remis son rapport à Kenneth Starr en juillet 1999, ce rapport récapitulait les faits dans lesquels il était rapporté que les preuves étaient insuffisantes pour établir que la stratégie de la défense de Hale avait été payée dans le but d'influer sur son témoignage, avec des allégations aussi « infondées ou, dans des affaires fausses, » et qu'aucune charge ne pouvait être apportée contre Hale de même que  dans le déroulement de l'Arkansas Project (The American Spectator). Les Auteurs de Salon.com se sont plaints que le rapport complet, de 168 pages, resté confidentiel n'ait pas été rendu public, une plainte toujours réitérée a été déposée par Salon.com à partir de 2001.
Les Procureurs d'État sont allés au devant et ont signé un mandat d'arrêt contre Hale début juillet 1996. Les poursuites en justice déposées par les Procureurs d'État ont considéré en cela que Hale avait produit des faux à la Commission d'Assurance d'État quant à la solvabilité d'une compagnie d'assurance dont il avait été propriétaire, la « National Savings Life ». Les procureurs ont aussi allégué dans des documents juridiques que Hale avait également réalisé des faux afin de dissimuler le fait qu'il avait pillé la compagnie d'assurance. Hale dit que chaque type d'infraction était une faute technique et que personne n'avait perdu d'argent. En mars 1999 Hale a été reconnu coupable de la première charge, avec le jury recommandant une peine de prison de 21 jours.
Starr rédigea une procédure d'impeachment auprès de la Chambre des Représentants à la fin de l'année 1997, alléguant qu'il y avait « la preuve substantielle et crédible » que Clinton pourrait avoir fait un faux témoignage quant aux allégations de Hale.
Theodore B. Olson, qui avec plusieurs associés a lancé le plan connu plus tard comme l' « Arkansas Project », a écrit plusieurs essais pour l' « The American Spectator » y accusant Clinton, et beaucoup de ses associés, de méfaits. La première de ces pièces est apparue en février 1994, alléguant une large variété de délits criminels par Clinton et d'autres, y compris Webster Hubbell. Ces allégations ont mené à la découverte que Hubbell, un ami de Hillary Clinton et ancien associé du cabinet juridique « Rose Law Firm », avait commis des fraudes multiples, surtout contre sa propre société. Hillary Clinton, au lieu d'être complice des crimes d'Hubbell, avait été l'une de ses victimes. En décembre 1994, une semaine après que Hubbell eut plaidé coupable, par courrier électronique, la fraude et la fraude fiscale, une Conseillère Associée à la Maison-Blanche, Jane Sherburne, a créé « une Liste de tâches » qui inclut une référence au contrôle de la coopération d'Hubbell avec Starr. Hubbell a été enregistré, ultérieurement, en prison et déclarant au sujet du cabinet juridique « Rose Law Firm »: « je dois me retourner encore une fois ». Dans son apparition suivante devant la Cour, il a plaidé le « Cinquième Amendement de la Constitution des États-Unis » contre l'auto-incrimination.
En février 1997, Starr a annoncé qu'il abandonnerait l'enquête pour poursuivre sa carrière  à la Faculté de Droit de la « Pepperdine University ». Cependant, il « donna un petit coup de main » face « à d'intenses critiques » et à d'une nouvelle preuve de mauvaise conduite sexuelle de la part du Président.
Avant avril 1998, les enquêtes de Starr dans l'Arkansas tiraient à leur fin, détournées selon un certain degré par le début du scandale Lewinsky, et par le fait que le mandat de son petit jury d'accusation de Little Rock était sur le point d'arriver à terme le mois suivant. Webster Hubbell, Jim Guy Tucker et Susan Mac Dougal avaient tous refusé de coopérer avec Starr, et chacun d'entre eux serait ultérieurement gracié par le Président Clinton. Quand le jury d'accusation de l'Arkansas a conclu définitivement son travail en mai 1998, après 30 mois de travail, Starr a seulement inventé  un acte d'accusation de mépris contre Susan Mac Dougal. Bien qu'elle ait refusé de porter témoignage devant serment quant à la participation de Bill Clinton dans Whitewater, Susan Mac Dougal a vraiment fait cas dans les médias que Clinton avait été dit la vérité sur le compte rendu du prêt et avait mis en doute les motifs de son ancien mari pour coopérer avec Starr. Elle a également prétendu que James Mac Dougal s'était senti abandonné par Clinton et lui avait dit qu'« il allait rembourser Clinton ». Susan Mac Dougal a aussi, de nouveau sans prêter serment, déclaré à la Presse que son mari lui avait dit que, l'activiste républicain et petit avocat de Little Rock, Sheffield Nelson a été enclin « à lui verser de l'argent » pour parler de Clinton au « New York Times »  et qu'en 1992 il lui avait dit que, en fait, un des ennemis politiques de Clinton le payait pour parler de l'« Affaire du Whitewater » dans le « New York Times ».
Depuis le début, Starr  a proposé à Susan Mac Dougal «l'immunité globale » sur d'autres si elle coopérerait sur « l'enquête Whitewater ». Mac Dougal a dit au jury que refuser de répondre aux questions sur Clinton et sur le Whitewater n'était pas facile pour elle, ou sa famille. « Cela a été une longue route, une très longue route ... et ce n'était pas une décision facile à prendre » dit également Mac Dougal à la Cour. Mac Dougal a refusé de répondre à toute question sous serment, relative aux sujets précédents, au Jury Civil d'Accusation, risquant principalement une peine d'emprisonnement de dix-huit mois, dont huit mois d'isolement, par le juge au civil pour mépris de la Cour. L'acte d'accusation subséquent de Starr sur Suzan Mac Dougal pour le mépris « criminel » de charges à l'encontre de la Cour a abouti à un vote du jury, par sept voix contre cinq, en faveur de l'acquittement. Le président Clinton l'a graciera plus tard, peu de temps avant de quitter le Bureau Ovale.
En septembre 1998, le Procureur Indépendant Kenneth Starr a sorti le célèbre « Rapport Starr », concernant des délits présumés avoir été commis par le Président Clinton dans le scandale Lewinsky. Comme il a traité exclusivement les éléments ayant trait avec le scandale Lewinsky, il a seulement mentionné le Whitewater dans un passage, sans évoquer le fait que l'ami de longue date de Clinton  et conseiller Vernon Jordan avait, à la fois, essayé de trouver un nouveau travail à Monica Lewinsky après son déplacement du stage à la Maison-Blanche et d'aider financièrement Webster Hubbell  en raison de la défection résultant des contrats alors qu'il était sous la pression de coopérer aux différentes enquêtes Whitewater. En effet c'était sur cette base que Starr avait prise sur l'enquête Lewinsky sous la protection de son mandat de Procureur Indépendant dans l'affaire Whitewater en premier lieu.
Il y avait beaucoup d'acrimonie de la part des critiques les plus fervents de Clinton après la sortie du rapport Starr au sujet du décès de Foster mais aussi à cause du départ de Starr puis son retour sur l'affaire. La mort de Foster avait été la source de beaucoup de théories du complot. Christopher Ruddy, un journaliste travaillant à la « Pittsburgh Tribune-Review », journal appartenant à un opposant virulent de Bill Clinton, Richard Scaife, a contribué à alimenter largement ces spéculations en affirmant que Starr n'avait pas poursuivi cette piste assez loin.

### Réaction du Couple Clinton
Le 26 janvier 1996, Hillary Clinton a été obligée de témoigner devant un jury d'accusation concernant ses investissements dans le projet Whitewater. C'était la première fois, dans l'histoire des États-Unis d'Amérique, qu'une Première Dame était citée pour témoigner devant un jury d'accusation. Elle a témoigné que son époux et elle n'avaient jamais emprunté aucun argent à une banque et a nié qu'un tiers ait emprunté de l'argent en leur nom. Pendant la durée de l'enquête, une quinzaine de personnes — incluant des amis de Clinton, Jim  et Susan Mac Dougal, Wester Hubbell, le conseiller de la Maison-Blanche et Jim Guy Tucker,le Gouverneur de l'Arkansas — ont été reconnues coupable de charges fédérales. À part Jim Mac Dougal, aucun d'eux n'a consenti à coopérer avec les enquêteurs du Whitewater et Clinton a gracié quatre d'entre eux dans les dernières heures de sa présidence (voir la liste des personnes graciées ci-dessous, dans le sous-chapitre Condamnations).

### Réaction du Sénat et du Congrès
Parallèlement à l'enquête du Procureur Indépendant, les deux chambres du Congrès des États-Unis, le Sénat et la Chambre des Représentants, avaient étudié l'affaire Whitewater et tenu des auditions. Le Comité des Opérations de banque de la Maison des États-Unis avait prévu de commencer les auditions fin mars 1994, mais elles furent reportées deux ou trois jours avant la date prévue, après qu'Henry B. Gonzalez, Président du Comité Bancaire Démocrate, n'adresse un courrier, exceptionnellement fâché, au Républicain, Jim Leach, dans lequel il qualifiait Leach d'« obstiné », d'« inflexible », « de l'indifférence obstinée » de l'étiquette de la Maison des États-Unis et de complot « prémédité » quant à une « affaire juridique ». Le Comité des Opérations de banque de Maison des États-Unis a alors vraiment commencé ses auditions à la fin du mois de juillet 1994.
Le Comité du Sénat des États-Unis des Opérations de banque, de l'Immobilier et des Affaires Urbaines ont aussi commencé des auditions sur l'Affaire Whitewater en juillet 1994 ; celles-ci se sont intensifiées en mai 1995, après que les Républicains eurent obtenu la majorité au Sénat, quand le Comité Spécial du Whitewater a été constitué, avec le président du Comité Bancaire Républicain, Al D'Amato, comme Président du Comité Spécial et Michael Chertoff comme Conseiller en chef. Les auditions du Comité étaient beaucoup plus importantes que celles tenues précédemment par les Démocrates, durant plus de 300 heures sur plus de 60 sessions pendant 13 mois, reprenant 10 000 pages de témoignages oraux et 35 000 pages de dépositions de presque 250 témoins; beaucoup de ces chiffres étaient des records. Le témoignage des auditions et les lignes sénatoriales d'enquête ont surtout suivi des lignes partisanes, avec des Républicains enquêtant sur le Président et des Démocrates le défendant. Le Comité Spécial Whitewater du Sénat publia, le 18 juin 1996, un rapport de plus de 800 pages, qui faisait seulement allusion à une action incorrecte possible du Président Clinton, mais a parlé de l'Administration Clinton comme « une présidence américaine ayant employé improprement ses pouvoirs, ayant circonvenu les limites sur son autorité et essayé de manipuler la vérité. » La Première Dame fit l'objet d'une critique beaucoup plus forte, comme elle était « la personnalité centrale » à l'origine de tous actes répréhensibles présumés. La minorité Démocrate du Comité a raillé ces découvertes comme « une farce législative », « une chasse aux sorcières », et « un jeu politique ».
Le 19 novembre 1998, le Procureur Indépendant Kenneth Starr a témoigné devant le Comité du Sénat des États-Unis des Affaires judiciaires en connexion avec la procédure d'impeachment de Bill Clinton sur des charges liées à l'Affaire Monica Lewinsky. Là, Kenneth Starr a déclaré qu'à la fin de 1997 il avait commencé la préparation d'une procédure d'impeachment lié à l'affaire Whitewater, plus particulièrement liée au prêt frauduleux de 300 000 $ accordé à Susan Mac Dougal et au témoignage sous serment du Président quant à ce prêt,, mais que l'enquête était toujours en cours. Quant à la réapparition des factures de Hillary Rodham provenant du cabinet juridique « Rose Law Firm » dans la partie résidentielle de la Maison-Blanche, Starr déclara que l'enquête n'avait trouvé aucune explication à la disparition et à la réapparition de ces pièces : « après une enquête minutieuse, nous n'avons trouvé aucune explication concernant la réapparition de ces factures, notamment comment elles sont arrivées où elles étaient et pourquoi on ne les avait pas découverts et produit plus tôt. Cela reste un mystère à ce jour. » Starr choisit aussi cette occasion pour exonérer totalement le Président Clinton de quelque acte répréhensible tant dans le dossier du Travelgate que celui du Filegate ; Les Démocrates au sein du Comité ont immédiatement critiqué Kenneth Starr pour la suspension de ces recherches, ainsi que dans l'Affaire Whitewater, après les élections au Congrès de 1998.

## Condamnations
En fin de compte Bill Clinton n'a jamais été condamné, mais quinze autres personnes ont été reconnues coupables de plus de quarante crimes, y compris le successeur de Bill Clinton comme Gouverneur, qui dut quitter ses fonctions.
- Jim Guy Tucker : Gouverneur de l'Arkansas à l'époque déchu de ses fonctions (fraude, 3 comptes)
- John Haley : l'avocat de Jim Guy Tucker (fraude aux impôts)
- William J. Marques Senior : associé en affaires avec Jim Guy Tucker (conspiration de crime)
- Stephen Smith : l'ancien associé du Gouverneur Clinton (conspiration pour mésusage des fonds). Gracié par Bill Clinton.
- Webster Hubbell : partisan politique de Clinton; associé du cabinet juridique « Rose Law Firm » (détournement, fraude)
- Jim Mac Dougal : banquier, partisan politique de Clinton : (18 crimes divers)
- Susan Mac Dougal : partisan politique de Clinton (fraude multiple). Graciée par Bill Clinton..
- David Hale : banquier, partisan politique de Clinton auto-proclamé : (conspiration, fraude)
- Neal Ainley : Président de la « Perry County Bank » (détournement de fonds pour la campagne de Clinton)
- Chris Wade : Courtier immobilier du Whitewater (fraude pour prêts multiples). Gracié par Bill Clinton.
- Larry Kuca : Agent immobilier de la « Madison Bank » (fraude pour prêts multiples)
- Robert W. Palmer : Expert de la « Madison Bank » (conspiration). Gracié par Bill Clinton.
- John Latham : PDG de la « Madison Bank » (fraude bancaire)
- Eugene Fitzhugh : Défendeur Whitewater (corruption multiple)
- Charles Matthews : Défendeur Whitewater (corruption).

## Déclarations de revenus
En mars 1992, pendant la campagne présidentielle, les Clinton ont reconnu que sur leurs déclarations de revenus de 1984 et de 1985, ils avaient déclaré la déduction fiscale pour les intérêts des paiements effectués par la « Whitewater Development Company » et non les leurs personnellement. En raison de l'antériorité de l'erreur, les Clinton ne furent pas obligés à corriger celle-ci, mais Bill Clinton a annoncé qu'ils le feraient.
Le conseiller adjoint de la Maison-Blanche Vince Foster a examiné cette question, mais n'a pris aucune décision avant sa mort. Près de deux ans après que l'annonce initiale fut divulguée, le 28 décembre 1993, Clinton a vraiment effectué le remboursement de ce paiement de 4 900 $ au fisc. Cela a été effectué juste avant que les enquêteurs du département de la Justice commencent à chercher les documents du Whitewater de Clinton. Le paiement a été fait sans qu'une amende soit rajoutée en retour (probablement parce que le délai de trois ans pour le paiement était dépassé), mais a inclus effectivement les intérêts de retard de la somme non déclarée par erreur, y compris le retard supplémentaire de deux ans. Les fichiers du Whitewater en question, publiquement sorti en août 1995, sèment un peu le doute sur les affirmations de Clinton sur cette question, de même qu'ils ont montré que le couple était conscient que les paiements d'intérêts en question étaient réalisés par la société « Whitewater Development Company » et non par eux personnellement.

## Rapport Ray
Le successeur de Kenneth Starr comme Procureur Indépendant, Robert Ray, a sorti un rapport en septembre 2000 qui exposait : « Ce bureau a décidé que la preuve était insuffisante pour prouver à un jury au-delà d'un doute raisonnable que le Président ou Madame Clinton avaient sciemment participé à un quelconque comportement criminel ». Ray a néanmoins critiqué la Maison-Blanche dans une déclaration lors de la sortie du rapport, disant que des retards lors la production de preuves et « le litige indigne » des avocats du Président ont empêché sévèrement la progression de l'enquête, amenant le coût total de celle-ci à près de 60 millions de $. Le rapport Ray a fini efficacement l'enquête Whitewater.

## Épilogue
Bill et Hillary Clinton n'ont jamais visité l'actuelle propriété Whitewater. En mai 1985, Jim Mac Dougal avait vendu les lots restants de la Whitewater Development Corporation à un agent immobilier local, Chris Wade. Vers 1993, il y avait quelques maisons occupées sur le site, mais surtout des panneaux « à vendre » ; après que les essaims de journalistes du Whitewater y eurent fait leur randonnée, un propriétaire a inscrit sur un panneau « Rentrez chez vous, Idiots ». En 2007, il y avait encore 12 maisons dans la subdivision du dernier lot, à vendre par le fils de Chris Wade, au prix de 25 000 $. À Flippinref, les biens de Jim Mac Dougal et la banque de prêt ont été remplacés par une variété de petites entreprises, le plus récent magasin étant un coiffeur.
La longueur, le montant des dépenses et les résultats des importantes enquêtes sur le Whitewater ont braqué beaucoup de citoyens contre le mécanisme de Procureur Indépendant introduit par la loi de 1994. Les Démocrates, particulièrement ont dépeint le Whitewater comme une chasse aux sorcières politique, de la même manière que les Républicains avaient subi des enquêtes sur l'affaire des ventes d'armes, « Iran-Contra », à la fin des années 1980. Ainsi, la loi sur les Procureurs Indépendants a expiré en 1999, avec des critiques disant qu'elle avait coûté beaucoup pour de bien faibles résultats; Kenneth Starr, lui-même, a favorisé l'abolition de cette loi. En effet personne n'a été satisfait de l'enquête Whitewater : les Démocrates ont estimé que l'enquête était une chasse aux sorcières politique, les Républicains ont été frustrés puisque Bill Clinton avait échappé aux charges formelles, et les gens sans esprit partisan ont jugé la couverture médiatique des faits et des récits de Whitewater, recouvrant quatre décennies, difficiles à comprendre au point d'en rester plein de perplexité.